# Basílica de Santa María dei Servi

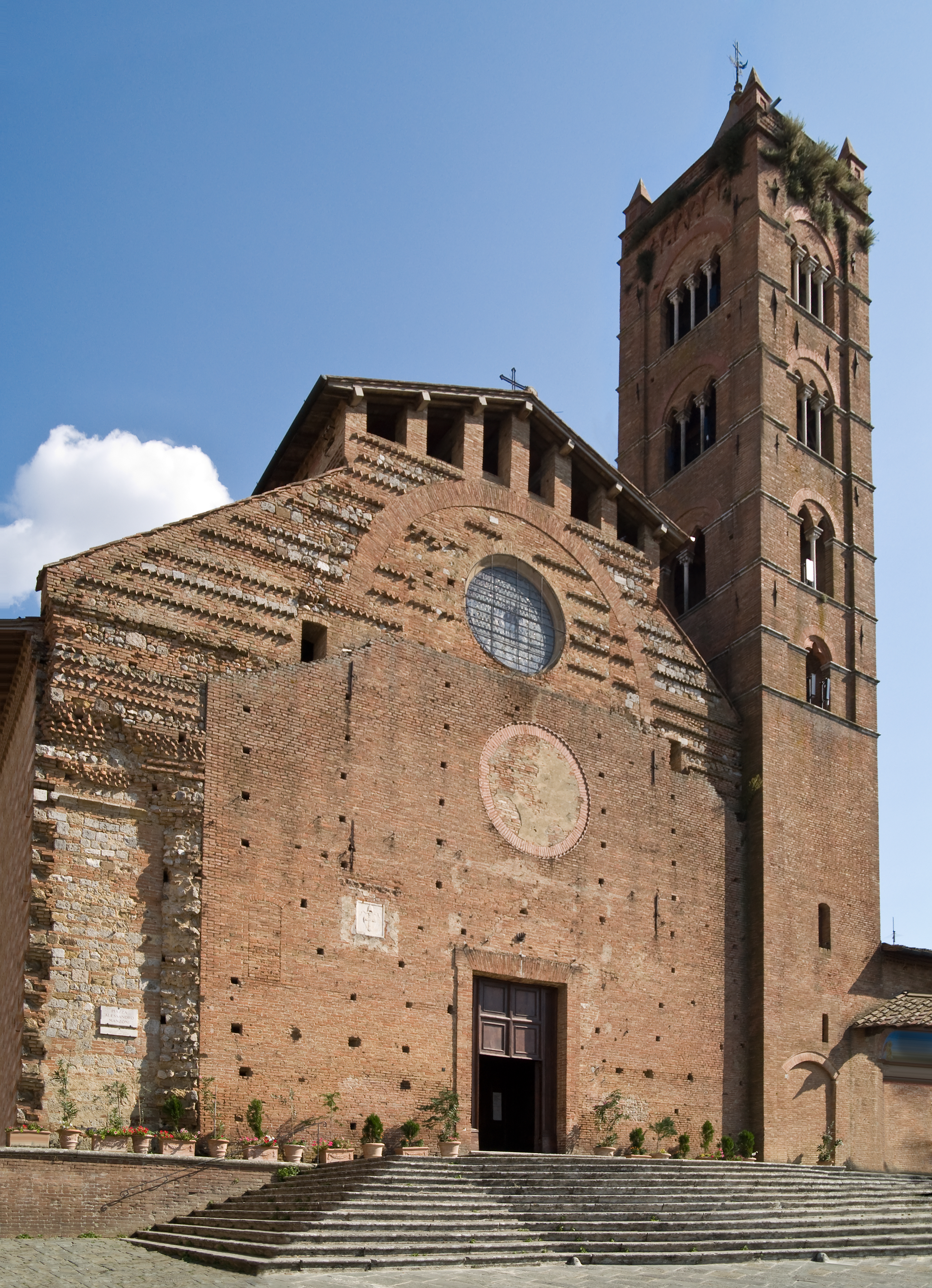
Santa María dei Servi.

La Basílica de Santa María dei Servi, Siena (también conocida como San Clemente) es una iglesia católica en Siena, Italia central.
La iglesia está construida en el lugar del antiguo San Clemente, que fue adquirida por la Orden Servita en 1234 y anexada a un nuevo convento. La nueva iglesia fue consagrada sólo en el año 1533. La fachada de estilo del siglo XV, sin embargo, nunca se terminó, y el campanario del siglo XIII, originariamente en estilo románico, fue muy modificada en los siglos siguientes (la última vez en 1926).
La fachada, en ladrillo, tiene un rosetón y dos portales. La iglesia, con planta de cruz latina, tiene una nave central y dos laterales en estilo renacentista, divididas por columnas caracterizadas por unos capiteles tallados sobresalientes. El transepto y el ábside son de estilo gótico.
Entre las obras de arte que se ven en su interior están:
- la llamada Virgen del Bordón, la única obra firmada por Coppo di Marcovaldo. La pintó después de ser apresado por los sieneses en la batalla de Montaperti;
- Nacimiento de la Virgen María por Rutilio Manetti (1625);
- Matanza de los Inocentes por Matteo di Giovanni (1491);
- un gran crucifijo pintado, atribuido a Niccolò di Segna;
- Adoración de los pastores por Taddeo di Bartolo (1404);
- Virgen de Belverde, por Jacopo di Mino del Pellicciaio y Taddeo di Bartolo (finales del siglo XIV);
- Matanza de los Inocentes, atribuido a Pietro Lorenzetti y otro;
- el principal retablo con la Coronación de la Virgen y santos por Bernardino Fungai;
- frescos con Historias de los santos Juan el Bautista y el Evangelista, por Niccolò di Segna;
- Virgen de la Misericordia (o Virgen del Manto), por Giovanni di Paolo (1431);
- Anunciación, por Francesco Vanni.

La mayor parte de las capillas laterales han sido estilísticamente renovadas a principios del siglo XX.